# Absalon Pederssøn Beyer

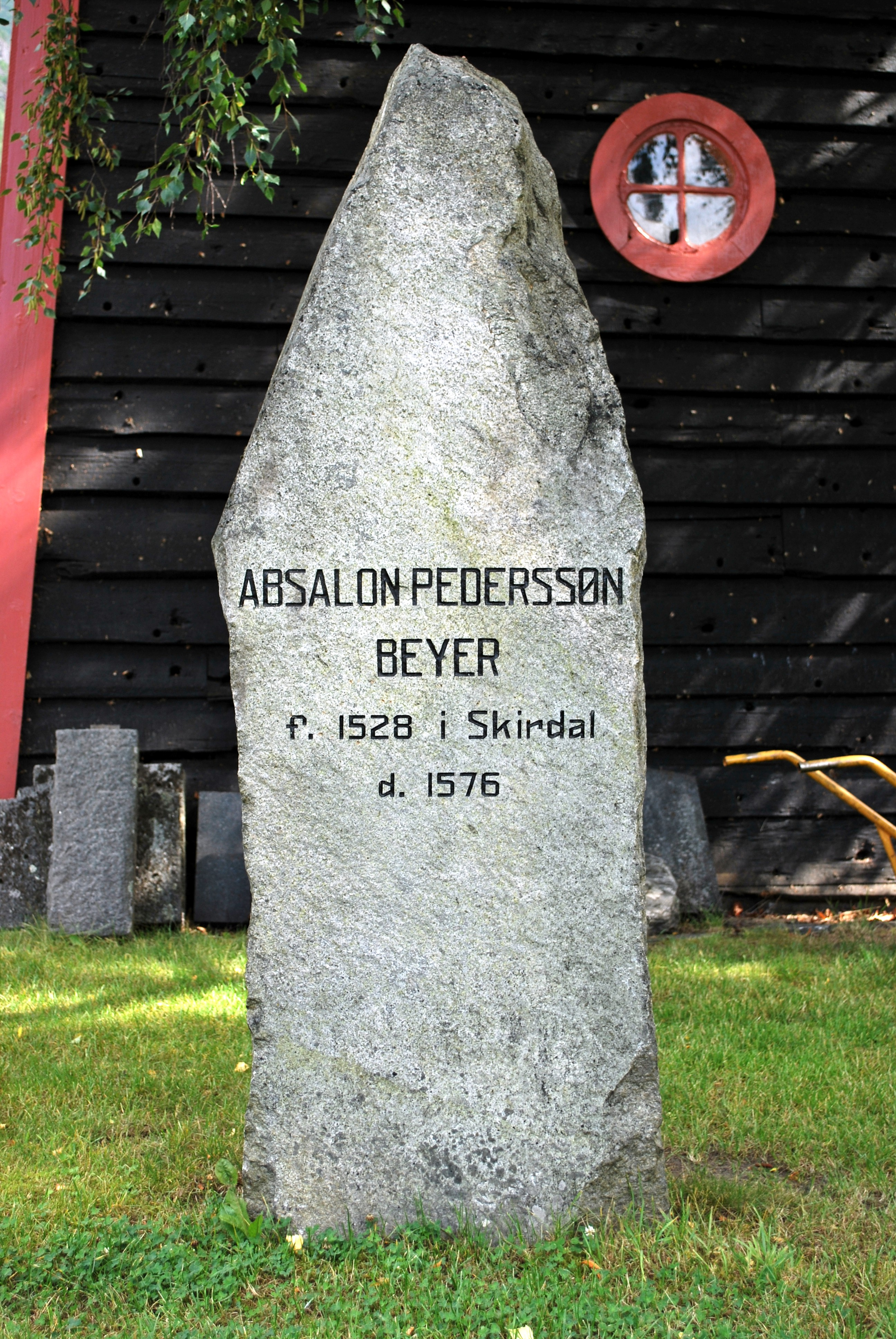
Gedenkstein in Aurland

Absalon Pederssøn Beyer (auch in der Schreibung Pedersson; auch „Magister Absalon“ genannt; * 1528 in Aurland; † 9. April 1575 in Bergen) war ein norwegischer Geistlicher, Historiker, Schriftsteller und Lehrer und einer der bedeutendsten Humanisten in Bergen. Er war ein lutherisch ausgebildeter Theologe der ersten Generation und trug stark zur Einführung der Reformation in Norwegen bei.

## Leben
Absalon Pederssøn Beyer verlor früh seine Eltern. Mit sechs Jahren sandte ihn sein Onkel nach Bergen auf die Domschule, wo er bis zum 15. Lebensjahr blieb. Dort fiel seine Begabung dem ersten lutherischen Bischof Norwegens, Geble Pederssøn (1537–1557), auf. Er sandte ihn 1544 auf die Universität Kopenhagen. Dort wohnte er bei dem lutherischen Theologen Peder Palladius, Bischof von Seeland. Absalon studierte fünf Jahre in Kopenhagen. 1549 zog er nach Wittenberg und studierte weitere zwei Jahre bei Philipp Melanchthon. 1551 erwarb er in Kopenhagen den Magistergrad und kehrte 1552 nach Bergen zurück. Im gleichen Jahr heiratete er Anne Pedersdotter aus Trondheim, Schwester des Richters Søren Pedersson, der mit ihm in Kopenhagen studiert hatte.
1533 wurde Beyer zum Lektor für Theologie an der Kathedralschule in Bergen ernannt. Zwischen 1557 und 1564 war er auch Rektor der Schule. Über seine Vorlesungen weiß man wenig, aber es ist sicher, dass er am 12. Januar 1562 mit Vorlesungen über Melanchthons Loci begann. Auch ist belegt, dass er am 8. Februar dieses Jahres die Vorlesungen über Niels Hemmingsens Buch über die Predigtmethoden abschloss. Diese Angaben finden sich in seinem Tagebuch, das überliefert ist und eine wichtige Quelle für die Zeit zwischen 1552 und 1572 darstellt.
Beyer beherrschte Latein und Griechisch. Er verwendete in seinem Unterricht Schauspiele und bearbeitete ausländische Theaterstücke und ist der erste bekannte Theaterregisseur Norwegens. Mit seinen Aufführungen von Schauspielen, Tragödien und Komödien, die der Bevölkerung offenstanden, trug er sehr zur Volksaufklärung bei.
Seit 1556 war er auch Hofgeistlicher des Schlosses Bergenhus unter Erik Rosenkrantz.
Es sind drei Schriften aus seiner Hand erhalten: Sein Tagebuch von 1552 bis 1572, einer der wichtigsten Quellen der Kultur- und Sozialgeschichte des 16. Jahrhunderts in Norwegen. Dort schildert er das tägliche Leben in Bergen, der einzigen großen Stadt in Norwegen in dieser Zeit. Es finden sich darin detaillierte Angaben über die Pest, aber auch über Mord, Gewalttat, Hochzeiten und Feste. Bis 1561 schrieb er viel auf Latein. Danach schrieb er in Dänisch-Norwegisch mit umgangssprachlichem Einschlag. Das Buch Om Norigs Rike (über das Norwegische Reich) schrieb er wahrscheinlich im Auftrag von Erik Rosenkrantz auf Bergenhus. Es handelt sich um ein umfassendes topographisch-historisches Werk, das zusätzlich zur norwegischen Geschichte auch das tägliche Leben seiner Zeit beschreibt. Das dritte Buch ist eine Huldigung an seinen Förderer Geble Pederssøn.
Beyer war ein hochgeachteter Mann, hatte aber auch viele Feinde. Er war ein scharfer Kritiker des zügellosen Lebenswandels in Bergen zu seiner Zeit. „Weh dir Bergen, du böse Schwester von Sodom und Gomorrha“ schrieb er 1568. In seinen letzten Lebensjahren wurde seine Frau Anne Pedersdotter der Zauberei angeklagt, aber freigesprochen. 15 Jahre nach seinem Tod wurde sie abermals angeklagt und diesmal verbrannt, obgleich die Geistlichen für ihre Unschuld eintraten.